# Statistiques d'accidents d'avion
 (mars 2012).
Les statistiques d'accidents d'avion sont un indicateur de sécurité du transport en aviation civile.
L’agence européenne de la sécurité aérienne (EASA) collecte et intègre des données sur les accidents. Les données ont été mises à sa disposition par les organismes nationaux d’enquête sur les accidents ou les autorités nationales de l’aviation civile. Un rapport annuel est publié chaque année à partir de ces données.
Le taux d'accidents aériens s'établit en moyenne dans le monde à 1 accident par million d'heures de vol (soit 2 accidents par million de vols) avec des fortes disparités (0,7 accident par million d'heures de vol en Europe, 0,4 aux États-Unis, plus de 13 en Afrique)[source insuffisante].

## Évolution du nombre de passagers tués par année
À partir de 1999, l'OACI ne comptabilise que les accidents d'aéronefs de plus de 2 250 kg de masse maximum certifiée au décollage.[pertinence contestée]
Nombre de victimes par année depuis l'an 2000 :
| 2000 |  | 1634 |  |

| 2001 |  | 1545 |  |

| 2002 |  | 1388 |  |

| 2003 |  | 1260 |  |

| 2004 |  | 795 |  |

| 2005 |  | 1478 |  |

| 2006 |  | 1322 |  |

| 2007 |  | 1008 |  |

| 2008 |  | 916 |  |

| 2009 |  | 1118 |  |

| 2010 |  | 1153 |  |

| 2011 |  | 850 |  |

| 2012 |  | 807 |  |

| 2013 |  | 465 |  |

| 2014 |  | 1352 |  |

| 2015 |  | 938 |  |

| 2016 |  | 647 |  |

| 2017 |  | 404 |  |

| 2018 |  | 1039 |  |

| 2019 |  | 588 |  |

| 2020 |  | 480 |  |

| 2021 |  | 415 |  |

| 2022 |  | 357 |  |

| 2023 |  | 237 |  |

| 2024 |  | 621 |  |

## Évolution d'accidents mortels par milliard de kilomètres parcourus
Dans son rapport sur la sécurité aérienne de 2023, le ministère chargé des transports montre l'évolution des taux annuels d’accidents mortels et de décès de passagers en services réguliers depuis 1987, qui tend à la baisse. Le rapport note une tendance moyenne à la baisse de -8.6% par an des accidents mortels par vol en service régulier.

## Causes des accidents aériens depuis 2012
Les résultats des enquêtes menées déterminent les raisons des accidents mortels et non-mortels en aviation.
| Cause de l'accident                                                                                      | Pourcentage approximatif |
| --- | ------------------------ |
| Perte de contrôle en vol                                                                                 | 15 %                     |
| Perte de contrôle au sol                                                                                 | 6,4 %                    |
| Sortie de piste                                                                                          | 9,4 %                    |
| Contact anormal avec la piste ou le sol                                                                  | 17,8 %                   |
| Panne ou mauvais fonctionnement d’un circuit ou d’un composant (faisant partie du groupe motopropulseur) | 8,5 %                    |
| Panne ou mauvais fonctionnement d’un circuit ou d’un composant                                           | 6,2 %                    |
| Collision avec obstacles (décollage/ atterrissage)                                                       | 5,7 %                    |
| Inconnue ou indéterminée                                                                                 | 4 %                      |
| Problème lié au carburant                                                                                | 2 %                      |
| Collision au sol                                                                                         | 1,6 %                    |
| Vol à basse altitude                                                                                     | 2,8 %                    |
| Autres                                                                                                   | 20,6 %                   |

## Tableaux comparatifs des différents moyens de transport (données sur l'Europe)
L'aviation civile reste l'un des moyens les plus sûrs en termes de passagers tués par kilomètre parcouru.
| Moyen de transport       | Passagers tués par 100 millions de passagers-kilomètres | Passagers tués par milliards de kilomètres-personnes |
|                          | 2001-2002                                               | 2005-2009                                            |
| ------------------------ | ------------------------------------------------------- | ---------------------------------------------------- |
| Motocyclette/cyclomoteur | 13,8                                                    | 53                                                   |
| Déplacement pédestre     | 6,4                                                     |                                                      |
| Bicyclette               | 5,4                                                     |                                                      |
| Voiture                  | 0,70                                                    | 2,9                                                  |
| Ferry                    | 0,25                                                    |                                                      |
| Autobus et autocar       | 0,07                                                    | 0,17                                                 |
| Air (aviation civile)    | 0,035                                                   | ~0                                                   |
| Train                    | 0,035                                                   | 0,04                                                 |

| Moyen de transport       | Passagers tués par 100 millions de passagers-heures | Passagers tués par 100 millions de passagers-heures |
|                          | 1999                                                | 2001-2002                                           |
| ------------------------ | --------------------------------------------------- | --------------------------------------------------- |
| Motocyclette/cyclomoteur | 500                                                 | 440                                                 |
| Bicyclette               | 90                                                  | 75                                                  |
| Déplacement pedestre     | 30                                                  | 25                                                  |
| Voiture                  | 30                                                  | 25                                                  |
| Air (aviation civile)    | 36,5                                                | 16                                                  |
| Ferry                    | 10,5                                                | 8                                                   |
| Autobus et autocar       | 2                                                   | 2                                                   |
| Train                    | 2                                                   | 2                                                   |

## Taux d'accident fatal par type d'avion
D'une manière générale, les avions les plus répandus sont ceux qui ont aussi le plus d'accidents. Les populations étudiées (accidents) sont trop faibles pour en déduire des corrélations significatives. Les méthodes de calcul et les indicateurs choisis influencent fortement la manière dont on peut interpréter les résultats.
Le Concorde est longtemps resté l'avion « le plus sûr » du monde (en termes d'accidents – aucun – pour le kilométrage parcouru), mais l'accident de Gonesse l'a brutalement placé comme l'avion « le moins sûr »au monde (à cause de son très faible nombre de vols comparé à la plupart des autres modèles d'avions).
L'âge moyen de la flotte est en outre un critère important[réf. souhaitée]. Une flotte de 20 ans d'âge aura statistiquement plus d'accidents qu'une flotte plus récente (cette remarque s'applique typiquement à Concorde). De plus, les 16 Concordes en service étaient exploités très régulièrement (1 fois tous les deux jours) car la flotte était petite.
| Type                                                           | Taux (par million de vols) |
| -------------------------------------------------------------- | -------------------------- |
| Airbus A300                                                    | 0.61                       |
| Airbus A300-600                                                | 0.30                       |
| Airbus A300 (tous modèles)                                     | 0.46                       |
| Airbus A310                                                    | 1.35                       |
| Airbus A318, Airbus A319, Airbus A320 Airbus A321              | 0.09                       |
| Airbus A330                                                    | 0.19                       |
| ATR 42 et ATR 72                                               | 0.44                       |
| Boeing 727                                                     | 0.50                       |
| Boeing 737-100 et Boeing 737-200                               | 0.62                       |
| Boeing 737-300, Boeing 737-400, Boeing 737-500                 | 0.15                       |
| Boeing 737-600, Boeing 737-700, Boeing 737-800, Boeing 737-900 | 0.07                       |
| Boeing 737 Max 7, 8, 9, 10                                     | 3.08                       |
| Boeing 737 (tous modèles)                                      | 0.24                       |
| Boeing 747 100, 200, 300, SP                                   | 1.02                       |
| Boeing 747-400                                                 | 0.06                       |
| Boeing 757                                                     | 0.22                       |
| Boeing 767                                                     | 0.28                       |
| Boeing 777                                                     | 0.18                       |
| Concorde (avion)                                               | 11.36                      |

## Statistiques d'accidents suivant les phases du vol
Les phases les plus critiques sont, dans l'ordre décroissant de criticité, le décollage, l'atterrissage, loin devant les autres phases du vol.
30 % des accidents mortels ont lieu durant le décollage et la phase de montée, alors que ces phases ne représentent en moyenne que 2 % du total de la durée du vol. De même, 25 % des accidents ont lieu durant l'approche finale et l'atterrissage, alors que ces phases ne représentent que 4 % de la durée du vol.
On compte un nombre non négligeable d'accidents durant les phases de roulage au sol, ou liées à l'embarquement (12 % du total), illustration du Boeing de la Pan American lors de l'accident aérien de Tenerife, le plus meurtrier de l'histoire.
La place des passagers survivants dans le cas de catastrophe aérienne n'a pas fait l'objet de statistiques précises, mais il semblerait qu'il y ait plus de survivants à l'arrière de la cabine. Cela s'est trouvé vérifié par exemple dans le cas du vol 123 Japan Airlines qui a fait 520 victimes, où les seuls quatre survivants du crash étaient à l'arrière de l'avion.